# 跨界失控
《跨界失控》（英語：Project Almanac）是一部2015年上映的美國拾得录像科幻片，由短片導演狄恩·伊斯拉利特執導，同時也是其長片處女作，並由《變形金剛》系列導演麥可·貝監製。電影由瓊尼·威斯頓、蘇菲亞·布萊克狄艾莉、艾倫·伊萬格里斯塔、維吉妮亞·嘉娜和山姆·勒納主演。於2013年拍攝完成，原定2014年推出，後改於2015年1月30日上映。

## 劇情
故事敘述聰明的青少年大衛（瓊尼·威斯頓飾演）有一天在家裡閣樓中發現了過世父親的遺物：一台舊式攝影機以及一套藍圖。在仔細研究之下，大衛驚覺原來這套藍圖的成品是一台時光機器！為了完成父親的未盡事業以及解開為何他會出現在自己七歲生日派對上的謎團，大衛找來妹妹克莉絲汀娜（維吉妮亞·嘉娜飾演）、兩位好友昆恩（山姆·勒納飾演）與亞當（艾倫·伊萬格里斯塔飾演）以及自己心目中的女神潔西（蘇菲亞·布萊克·狄艾莉飾演），五人按照大衛父親的藍圖，真的合力打造出能夠自由穿梭時空的時光機器。
帶著好奇心與改變現狀的心態，5人開始一次次地回到過去。每次一點點的小改變，逐漸地改變了現在的他們的世界與人生；包括通過化學考試、簽樂透中大獎、和心目中的女神談戀愛、買瑪莎拉蒂（Maserati）跑車、參加電台司令主秀的音樂祭、惡整霸凌的同學、改變過去大小事，諸如一般青少年會想玩的休閒娛樂和異想天開的想法，他們都一一付諸實現。
但隨著使用次數的增加，危險程度也跟著攀升。這五名青少年隨即發現，原來任意跨越時空，將會引爆地球空前災難降臨的嚴重後果，以及自身無可挽回的悲劇。他們能否及時補救一切，拯救自己與全人類的未來？

## 角色
- 瓊尼·威斯頓 飾 大衛·拉斯金（David Raskin）
- 蘇菲亞·布萊克·狄艾莉（英语：Sofia Black D'Elia） 飾 潔西·皮爾斯（Jessie Pierce）
- 山姆·勒納 飾 昆恩·戈德堡（Quinn Goldberg）
- 艾倫·伊萬格里斯塔（英语：Allen Evangelista） 飾 亞當·李（Adam Le）
- 維吉妮亞·嘉娜 飾 克莉絲汀娜·拉斯金（Christina Raskin）
- 艾美·藍戴坷（英语：Amy Landecker） 飾 嘉菲·拉斯金（Kathy Raskin）
- 帕特里克·強森（英语：Patrick Johnson (actor)） 飾 陶德（Todd）

## 製作
主要拍攝於2013年6月在喬治亞州的亞特蘭大開始進行。

## 發行
2014年2月5日，派拉蒙影業將上映日從2014年2月28日無限延後。最後於2015年1月30日上映。

### 評價
爛番茄根據84條點評持有35%的新鮮度，平均得分4.7／10；該網站共識：「《跨界失控》不是沒有智慧和創意，但其輕薄的故事和刺激性發展，鏡頭的攝影最終使其很難讓人推薦」。Metacritic基於25位評論家得分47（滿分100），口碑普通。

### 票房
截至2015年2月7日，全球票房總計1381萬9010美元。

## 備註
1. ↑  前名：）和（。）